# Willy Rudolf Foerster
Pour les articles homonymes, voir Foerster.
Willy Rudolf Foerster, né le 15 juillet 1905 à Reichenbach im Vogtland et mort le 19 février 1966 à Heppenheim, surnommé le « Schindler de Tokyo », était un ingénieur et industriel allemand au Japon qui a sauvé des Juifs pendant l'Holocauste. Il fonda à Tokyo la F. & K. Engineering Company et la société germano-japonaise de machines-outils Nichidoku Kikai Seisakuj. Foerster était un grand industriel et un des étrangers les plus riches du Japon.

## Biographie

### Sauvetage de réfugiés juifs
Avec l'aide du Comité des réfugiés juifs, il employa dans son entreprise un certain nombre de réfugiés juifs d'Allemagne et des territoires occupés. Etant antinazi, il organisa, avec le Jewish Refugee Committee de Tokyo, l'entrée de ses nouveaux employés et de leurs familles au Japon. Malgré l'énorme pression du parti nazi et des missions allemandes à l'étranger à Tokyo et à Yokohama, il refusa de licencier son personnel, se dissociant publiquement de la politique nazie et se disant apatride.
Hans Alexander Straus (Columbia Records) et Karl Rosenberg (Liebermann-Waelchli & Co.) à Tokyo, qui avaient organisé le comité, recevaient les documents de demande des Juifs persécutés en Allemagne et dans les territoires occupés allemands et les transmettaient à Foerster. Foerster leur offrait un passage gratuit au Japon. Les hommes travaillaient dans l'entreprise de Foerster et leurs enfants allaient à l'école. Dans une lettre écrite en 1939 à un ingénieur juif apatride en Allemagne, qui avait perdu son emploi à cause de sa descendance juive, Rosenberg décrit Foerster comme un homme « d'une indépendance extraordinaire, de caractère et sans préjugés ». Bien que l'ingénieur pouvait fournir un passeport sans J imprimé et un contrat de travail avec la société Foerster, les Japonais refusaient l'entrée de la famille. Mais Foerster, selon Rosenberg, « travailla désespérément » pour obtenir l'autorisation d'entrer au Japon pour la famille. Peu de temps après, Rosenberg se réjouit que Foerster ait réussi, « malgré des difficultés extrêmes », à convaincre les autorités japonaises. Plusieurs autres cas sont documentés. Fin 1940, Foerster sauva les enfants d'un de ses employés à Vienne de la déportation vers un camp de concentration. Quelques mois après leur arrivée au Japon, ils ont été privés de citoyenneté par le consulat allemand de Yokohama. Mais Foerster réussit à empêcher la déportation de toute la famille vers le ghetto de Shanghai au tout dernier moment.

### Diffamation en tant que criminel présumé par des diplomates allemands
En raison de ses réticences manifestes envers le nazisme et le fait qu’il protégeait ses employés juif, Foerster fut diffamé en tant que criminel présumé par des diplomates allemands à Tokyo et Yokohama. Après la guerre, d'autres diffamations ont été remises aux forces alliées au Japon pour discréditer Foerster. Elles étaient fondées sur le casier judiciaire d'un homonyme de Foerster. Cet homme a été emprisonné plusieurs fois en Allemagne pour vol, recel et crimes sexuels. Il était né en 1890 à Reichenbrand près de Chemnitz et non comme l’industriel Foerster en 1905 à Reichenbach dans le Vogtland. Son casier judiciaire montre clairement, qu'il a été emprisonné du 23 juillet 1937 au 23 juin 1938 dans la prison de Hoheneck en Allemagne. À cette époque, Foerster vivait déjà au Japon depuis des années, comme un homme d'affaires prospère. Plus tard la SCAP a inclus le faux dossier criminel dans le dossier Foerster, ce qui, combiné à des fausses déclarations, par exemple d'anciens fonctionnaires, l'a discrédité.

### Arrestation à l'instigation des autorités allemandes
En raison de sa forte opposition à la politique de la N.S. et à l'antisémitisme, Foerster, sa femme japonaise Hideko Foerster et plusieurs employés furent arrêtés le 24 mai 1943 par le Kenpeitai japonais, à l'instigation des autorités allemandes, qui l'ont dénoncé frauduleusement comme espion soviétique. Foerster fut torturé (y compris par un chef de la Gestapo, Josef Meisinger) et forcé de vendre son usine à une société japonaise. Il a été emprisonné pendant plus d'un an et libéré le 13 juin 1944. Foerster fut acquitté par un tribunal japonais, mais il fut condamné à une peine de probation, notamment pour propagande anti-guerre et pour avoir agité l'opinion publique. Quelques jours plus tard, il fut assigné à résidence.
Le 17 mai 1945, Foerster fut à nouveau arrêté à l'instigation de Meisinger comme élément anti-nazi. Avec des juifs d'Allemagne et des citoyens alliés (dont des religieuses catholiques), il fut interné à Tokyo Koishikawa. Foerster fut élu porte-parole des détenus et pu leur fournir des rations alimentaires supplémentaires, qu'il acheta avec l'aide d'une Allemande, qui était mariée à un citoyen indien. Lors du grand bombardement de Tokyo, dans la nuit du 25 au 26 mai 1945, c'est en grande partie grâce à lui que les détenus ont quitté le camp vivants. Foerster avait désarmé un gardien et aidé les internés à sortir de la maison en feu. Le 15 août 1945, le camp fut libéré par les forces américaines.

### L'après-guerre. Résultats des enquêtes SCAP / CIC
Après la guerre, Foerster et sa famille vivaient au lac Nojiri, où il possédait une maison. Les forces alliées ont mené des enquêtes. D'anciens diplomates allemands et d'autres ont été interrogés. Les dossiers SCAP sur Foerster montrent, que certaines parties ont pu à nouveau le discréditer, quoique les enquêtes internes du Counter Intelligence Corps (CIC) avaient révélé que Foerster était un anti-nazi, qui employait des réfugiés juifs dans son entreprise et était donc considéré comme persona non grata par les autorités du NS allemand. Il fut établi que Foerster avait été accusé de propagande anti-guerre, arrêté deux fois comme anti-nazi, et qu'il avait été dénoncé par le Boucher de Varsovie, Josef Meisinger, aux autorités japonaises.

### Expropriation et rapatriement forcé en Allemagne
Malgré ces résultats des enqûetes du CIC et le fait que Foerster était apatride depuis 1936, Foerster fut exproprié et rapatrié de force en Allemagne en tant que prétendu nazi, avec sa famille. Des amis juifs, qui essayèrent de l'aider, se virent dire qu'ils étaient « seulement des étrangers apatrides », que Foerster « mentait dès qu'il ouvrait la bouche" » et qu'il n'avait pas été arrêté pour des considérations politiques. On leur disait qu'il pourrait être dangereux pour eux de s'immiscer dans l'affaire Foerster.

### Résultats des enquêtes judiciaires allemandes
De retour en Allemagne, près de vingt ans passèrent, jusqu'à ce que les tribunaux allemands parvenaient aux mêmes conclusions que le CIC avant le rapatriement forcé de Foerster. Après avoir interrogé de nombreux témoins, les juges du tribunal régional supérieur de Francfort ont décidé que Foerster était persécuté par Meisinger en raison de son opposition au national-socialisme et sa résistance, en particulier l'emploi des réfugiés juifs. Ils ont également déclaré que Meisinger avait frauduleusement dénoncé Foerster comme étant un espion, sachant qu’au moins les Japonais l'arrêteraient pour longtemps. Les juges ont déclaré que Meisinger utilisait les Japonais comme instrument de persécution. Quelques mois après cette décision, Foerster est décédé Il n'a jamais été réhabilité publiquement.
Le 28 août 2018, la biographie de Willy Rudolf Foerster, le Schindler de Tokyo, a été présentée publiquement à la Haus der Geschichte à Bonn. Dans une conférence, l'auteur Clemens Jochem a présenté quelques biographies d'employés juifs secourus par Foerster, des photos et des nouveaux documents concernant l'affaire Foerster.

### Clemens Jochem,Der Fall Foerster, Hentrich und Hentrich, 2017
1. ↑  page 15.
2. ↑  page 16.
3. ↑  page 187.
4. 1 2  pages 15-16.
5. ↑  page 19.
6. ↑  pages 64-67.
7. ↑  pages 107-108.
8. ↑  page 225.
9. ↑  pages 72-73.
10. ↑  pages 75-79.
11. 1 2  page 82.
12. ↑  pages 91-92.
13. ↑  pages 92-95.
14. ↑  page 96.
15. ↑  pages 97-108.
16. ↑  page 109.
17. ↑  pages 102-105.
18. ↑  pages 180-182.
19. ↑  pages 183-184.

### Clemens Jochem,Menschlich mutig. Der Industrielle Willy Rudolf Foerster in Tokio, StuDeO, 2017
1. 1 2  pages 40-42.